# José Luis Montesinos
José Luis Montesinos (Tarragona, 1978) és un cineasta i guionista català.

## Biografia
Enginyer en Imatge i So i graduat en Direcció en Cinematografia, ha treballat com a realitzador de Televisió de Catalunya en diferents programes.
El seu curtmetratge El Corredor (2015) va guanyar els Premis Goya 2016, i va ser premiat com a Millor Curt Europeu a la Setmana Internacional de Cinema de Valladolid, Premis Cinematogràfics José María Forqué 2016 al Millor Curtmetratge de l'any, nominat als Premis de la Acadèmia de Cinema Europeu (EFA 2015), qualificat per als premis Oscar de l'Acadèmia de Hollywood i guardonat en els Premis Gaudí 2015 al millor curt per la Acadèmia del Cinema Català. al seu torn va ser nomenat Millor Director de l'any pel Col·legi de Directors de Catalunya en el 2015 i va ser triat com un dels 10 talents espanyols del 2016 per la revista Variety.
La seva passió pel cinema l'impulsa des de molt jove a realitzar diversos curtmetratges en vídeo fins que el 2002 dirigeix el seu primer curt en 35 mm., Físic , amb el qual obté alguns premis com el de Millor Guió al Festival de Càller (Itàlia). Amb la seva següent obra,  Final , recorre els festivals de mig món durant 2003 i obté 30 premis entre els quals destaquen els de Millor Curtmetratge al Festival Internacional de Cinema de Sant Sebastià, al Festival de Màlaga cinema en Català i el Festival de cinema internacional d'Orense. Ja l'any 2007 torna a posar-se darrere de la càmera per dirigir  Fest , una sàtira mordaç sobre el món dels festivals de cinema, i amb el qual aconsegueix 6 nous premis. Després vindria  matagats , una faula negra en clau western d'un violent joc de nens guardonat com a millor curt fantàstic en el FANT de Bilbao. Una de les seves obres de més èxit,  La història de sempre , va ser exhibida en més de 250 festivals de tot el món i amb un palmarès de 132 premis, sens dubte el curt català més llorejat de l'any 2010, formant part de seccions oficials i palmarès de festivals Internacionals tan prestigiosos com el de Hong Kong, Cartagena d'Índies, Sant Diego, Cleveland, Seattle, Varsòvia, Trieste, Rhode Island i la SEMINCI de Valladolid.

## Filmografia
Curtmetratges
- Físic  (2002).
- Final  (2003).
- Fest  (2008).
- La història de sempre  (2010).
- Matagats  (2011).
- El Corredor  (2015).